# Pierwuszyno (osiedle przy stacji)
Pierwuszyno (ros. Первушино) – osiedle przy stacji w Rosji, w obwodzie kostromskim, w rejonie sudisławskim. W 2010 liczyło 86 mieszkańców.